# Banco del Austro
El Banco del Austro es una institución financiera de banca universal con base en la ciudad de Cuenca, capital de la Provincia de Azuay, Ecuador.
En los últimos años se ha mantenido dentro de los 10 mayores bancos de Ecuador.

## Historia
Fue fundado en Cuenca, el 28 de noviembre de 1977. Con un capital inicial de 31,5 millones de sucres y un edificio arrendado ubicado en la calle Bolívar, entre las calles Hermano Miguel y Mariano Cueva.
Durante el año 2023 el Banco del Austro recibió una calificación AAA- de grado de inversión 

## Relación con el Deportivo Cuenca
El banco es patrocinador oficial del Club Deportivo Cuenca, y el estadio Estadio Alejandro Serrano Aguilar donde ejerce de local.